# Loma de las Conchas
Loma de las Conchas är en ort i Mexiko.   Den ligger i kommunen Ciudad Valles och delstaten San Luis Potosí, i den centrala delen av landet, 270 km norr om huvudstaden Mexico City. Loma de las Conchas ligger 55 meter över havet och antalet invånare är 102.
Terrängen runt Loma de las Conchas är platt åt nordost, men åt sydväst är den kuperad. Terrängen runt Loma de las Conchas sluttar österut. Runt Loma de las Conchas är det ganska tätbefolkat, med 78 invånare per kvadratkilometer. Närmaste större samhälle är Ciudad Valles, 14,0 km norr om Loma de las Conchas. Omgivningarna runt Loma de las Conchas är en mosaik av jordbruksmark och naturlig växtlighet.